# Bârsău (gmina)
Bârsău – gmina w Rumunii, w okręgu Satu Mare. Obejmuje miejscowości Bârsău de Sus i Bârsău de Jos. W 2011 roku liczyła 2434 mieszkańców.